# World Athletics Relays 2025 – sztafeta mieszana 4 × 100 m
Sztafeta mieszana 4 × 100 metrów – jedna z konkurencji lekkoatletycznych rozgrywanych w ramach siódmej edycji World Athletics Relays w chińskim Kantonie w dniach 10–11 maja 2025. Był to debiut tej konkurencji sztafet biegowych na imprezie tej rangi.

## Program
Godziny podano w czasie lokalnym (UTC+08:00).
| Data         | Godzina | Runda      |
| ------------ | ------- | ---------- |
| 10 maja 2025 | 19:01   | Eliminacje |
| 11 maja 2025 | 19:05   | Finał      |

## Wyniki

### Eliminacje
Dwie zwycięskie sztafety (Q), oraz dwie z najlepszymi czasami (q) z każdych biegów eliminacyjnych awansowały do finału.

#### Bieg 1[2]
| Pozycja | Tor | Sztafeta                                                                          | Czas    | Uwagi |
| ------- | --- | --------------------------------------------------------------------------------- | ------- | ----- |
| 1       | 8   | Włochy Alice Pagliarni · Gaya Bertello · Andrea Federici · Samuele Ceccarelli     | 41,15   | Q     |
| 2       | 7   | Francja Lucie Jean Charles · Noemie Denon · Dylan Vermont · Antoine Thoraval      | 41,28   | Q     |
| 3       | 6   | Szwajcaria Lena Weiss · Soraya Becerra · Mathieu Chèvre · Jonathan Gou Gomez      | 41,92   |       |
| 4       | 5   | Stany Zjednoczone Kennedy Blackmon · Jada Mowatt · Kendal Williams · Pjal Austin  | 1:05,77 |       |
| –       | 4   | Polska Karolina Łozowska · Monika Romaszko · Adrian Brzeziński · Marek Zakrzewski | –       | DNF   |

#### Bieg 2[2]
| Pozycja | Tor | Sztafeta                                                                                  | Czas  | Uwagi |
| ------- | --- | ----------------------------------------------------------------------------------------- | ----- | ----- |
| 1       | 6   | Jamajka Natasha Morrison · Krystal Stoley · Javari Thomas · Rasheed Foster                | 41,04 | Q     |
| 2       | 7   | Wielka Brytania Nia Wedderburn-Goodison · Kissiwaa Mensah · Jeriel Quainoo · Joe Ferguson | 41,05 | Q     |
| 3       | 8   | Chiny Shuping Huang · Lingyao Kong · Jinfeng Chen · Guanfeng Chen                         | 41,30 | q     |
| 4       | 5   | Niemcy Sina Mayer · Sina Kammerschmitt · Aleksandar Askovic · Chidiera Onuoha             | 41,43 |       |
| –       | 4   | Hiszpania Esperança Cladera · Jaël Bestué · Adria Alfonso · Ricardo Sánchez               | –     | DNF   |

#### Bieg 3[2]
| Pozycja | Tor | Sztafeta                                                                            | Czas  | Uwagi |
| ------- | --- | ----------------------------------------------------------------------------------- | ----- | ----- |
| 1       | 6   | Kanada Gabrielle Cole · Jacqueline Madogo · Duan Asemota · Eliezer Adjibi           | 40,90 | Q     |
| 2       | 8   | Australia Olivia Dodds · Carly Bull · Connor Bond · Josiah John                     | 41,15 | Q     |
| 3       | 5   | Belgia Janie de Naeyer · Lotte van Lent · Robbe Torfs · Rendel Vermeulen            | 41,24 | q     |
| 4       | 7   | Holandia Demi van den Wildenberg · Fenna Achterberg · Timo Spiering · Eugene Omalla | 41,81 |       |
| –       | 4   | Nigeria ·                                                                           | –     | DNS   |

### Finał
Finał odbył się 11 maja 2025 z udziałem ośmiu sztafet.
Źródło: worldathletics.org.
| Pozycja | Tor | Sztafeta                                                                      | Czas  | Uwagi |
| ------- | --- | ----------------------------------------------------------------------------- | ----- | ----- |
| 1       | 6   | Kanada Sade McCreath · Marie-Éloïse Leclair · Duan Asemota · Eliezer Adjibi   | 40,30 | SB    |
| 2       | 7   | Jamajka Serena Cole · Krystal Sloley · Javari Thomas · Bryan Levell           | 40,44 | SB    |
| 3       | 8   | Wielka Brytania Asha Philip · Kissiwaa Mensah · Jeriel Quainoo · Joe Ferguson | 40,88 | SB    |
| 4       | 9   | Australia Olivia Dodds · Carly Bull · Connor Bond · Josiah John               | 41,22 |       |
| 5       | 5   | Włochy Chiara Melon · Gaya Bertello · Roberto Rigali · Stephen Baffour        | 41,25 |       |
| 6       | 4   | Francja Lucie Jean Charles · Noemie Denon · Dylan Vermont · Antoine Thoraval  | 41,31 |       |
| 7       | 3   | Chiny Shuping Huang · Lingyao Kong · Jinfeng Chen · Guanfeng Chen             | 41,56 |       |
| 8       | 2   | Belgia Janie de Naeyer · Lotte van Lent · Robbe Torfs · Rendel Vermeulen      | 41,72 |       |